# Simulium audreyae
Simulium audreyae är en tvåvingeart som beskrevs av Garms och Ronald Henry Lambert Disney 1974. Simulium audreyae ingår i släktet Simulium och familjen knott.
Artens utbredningsområde är Kamerun. Inga underarter finns listade i Catalogue of Life.